# Contea di Gillespie
La contea di Gillespie (in inglese Gillespie County) è una contea dello Stato del Texas, negli Stati Uniti. La popolazione al censimento del 2010 era di 24 837 abitanti. Il capoluogo di contea è Fredericksburg. Si trova nel cuore del Texas Hill Country. Il nome della contea deriva da Robert Addison Gillespie, un soldato che partecipò alla guerra messico-statunitense.

## Storia
Il 15 dicembre 1847 fu presentata una petizione per creare Gillespie County. Nel 1848, il legislatore formò Gillespie County dalle contee di Bexar e Travis. Mentre i firmatari erano prevalentemente immigrati tedeschi, tra i nomi presenti nella petizione apparivano Castillo, Pena, Munos, e una manciata di nomi di origine non tedesca.

## Geografia fisica
| Anno | Popolazione | ±%     |
| ---- | ----------- | ------ |
| 1850 | 1,240       |        |
| 1860 | 2,736       | 120.6% |
| 1870 | 3,566       | 30.3%  |
| 1880 | 5,228       | 46.6%  |
| 1890 | 7,056       | 35.0%  |
| 1900 | 8,229       | 16.6%  |
| 1910 | 9,447       | 14.8%  |
| 1920 | 10,015      | 6.0%   |
| 1930 | 11,020      | 10.0%  |
| 1940 | 10,670      | −3.2%  |
| 1950 | 10,520      | −1.4%  |
| 1960 | 10,048      | −4.5%  |
| 1970 | 10,553      | 5.0%   |
| 1980 | 13,532      | 28.2%  |
| 1990 | 17,204      | 27.1%  |
| 2000 | 20,814      | 21.0%  |
| 2010 | 24,837      | 19.3%  |

Secondo l'Ufficio del censimento degli Stati Uniti d'America la contea ha un'area totale di 1062 miglia quadrate (2750 km²), di cui 1058 miglia quadrate (2741 km²) sono terra, mentre 3,5 miglia quadrate (9,1 km², corrispondenti allo 0,3% del territorio) sono costituiti dall'acqua.

### Strade principali
- Interstate 10
- U.S. Highway 87
- U.S. Highway 290
- State Highway 16
- Ranch to Market Road 783

### Contee adiacenti
- Mason County (nord-ovest)
- Llano County (nord-est)
- Blanco County (est)
- Kendall County (sud)
- Kerr County (sud-ovest)
- Kimble County (ovest)

### Aree protette
- Lyndon B. Johnson National Historical Park